# ميريشاني
ميريشاني هي بلدية تقع في إقليم أرجيش في رومانيا.